# Pōmare II
Pōmare II (c. 1782 - 7 de dezembro de 1821) foi o segundo rei de Tahiti entre 1782 e 1821. Ele foi instalado por seu pai Pōmare I em Tarahoi, 13 de fevereiro de 1791. Ele governou sob regência de 1782 a 1803.  

## Reinado e Cristianismo
Pōmare II foi casado antes de março 1797 (prometida janeiro de 1792) com a Rainha Tetua-nui Taro-vahine, Ari ' i de Vaiari, que morreu em 21 de julho de 1806.
Pōmare II acreditava que ele perdeu favor com o deus 'Oro, e, auxiliado pelo missionário Henry Nott , ele começou a prestar mais atenção ao Deus dos cristãos.
Ele foi batizado 16 de maio de 1819, mesmo ano em que promulgou o Código Pomare, primeiro código de leis escrito do Reino do Taiti.

## Morte
Pōmare morreu de causas relacionadas com a bebida no Motu Uta, Papeete, Tahiti em 7 de dezembro de 1821. 
Ele foi sucedido por seu filho Pōmare III, que reinou 1821-1827.